# Eddy Gordo
Eddy Gordo (エディ・ゴルド?, Edi Gorudo) è un personaggio immaginario della serie di picchiaduro della Namco Tekken. Fa il suo esordio in Tekken 3.

## Descrizione

### Creazione e sviluppo
Masahiro Kimoto curò il design di Eddy all'epoca dell'uscita di Tekken 3 dopo che il team del videogioco decise di includere tra i lottatori della serie un professionista di capoeira. L'idea originale di Kimoto era quella di creare una combattente donna, ma venne scartata a causa di alcune difficoltà nella realizzazione. Kimoto ha affermato, in seguito, che Eddy è il suo personaggio preferito in Tekken 3, principalmente perché è stato quello più difficile da creare.
Per ottenere una maggiore fluidità di movimento da parte del personaggio, i programmatori hanno sfruttato la tecnica del motion capture, prendendo a modello un maestro brasiliano, Marcelo Pereira, allievo di Mestre Suassuna, uno dei più famosi maestri di capoeira viventi. Pereira ha raccontato di essere stato notato dalla Namco nel 1995 ed ha rivelato di essersi sentito onorato della possibilità di contribuire alla realizzazione di Eddy. Pereira, però, ha criticato pesantemente la Namco per alcune scelte fatte ad Eddy, come ad esempio la scelta del nome e del cognome che non hanno origine brasiliana: infatti, il nome, Eddy, è statunitense, mentre il cognome, Gordo, è spagnolo e significa "grasso".
Masahiro Kimoto, in vista dell'uscita di Tekken 4, riuscì, anche grazie allo sviluppo della tecnologia dell'epoca, a creare finalmente un personaggio femminile che sapesse usare la capoeira: Christie Monteiro. Pertanto, decise di concedere maggior spazio a quest'ultimo personaggio e di eliminare dalle scene quello di Eddy Gordo. Eddy appare in Tekken 4 solo come variante costumistica di Christie, senza essere utile ai fini della storia. Kimoto riprese Eddy a partire da Tekken 5 e sviluppò il rapporto tra quest'ultimo e quello di Christie, creando così una sottotrama che coinvolgesse i due. In Tekken 6, il carattere di Eddy viene sviluppato ancora di più, ma le sue mosse e tecniche combattive rimangono invariate.

## Storia
Eddy compare per la prima volta in Tekken 3. È originario di una ricca famiglia del Brasile e fin da ragazzo gli vengono affidati incarichi di rilievo nell'azienda del padre. Un giorno, a 19 anni, tornando a casa dopo la scuola trova suo padre morto. Questo omicidio avviene proprio quando il padre sembrava avere prove sufficienti ad incastrare i membri del cartello della droga locale. Eddy viene accusato dell'assassinio ed accetta di venire imprigionato. Proprio in carcere conosce un vecchio maestro di capoeira e si allena con lui per 8 anni, con l'obiettivo di vendicare, una volta fuori di lì, la morte del padre. In carcere Eddy viene a sapere del terzo torneo del pugno d'acciaio (Tekken 3) e decide allora di fuggire dal carcere per parteciparvi, sicuro di trovare il responsabile dell'assassinio del padre.
Eddy, mantenendo una promessa fatta in prigione, trova Christie Monteiro, la nipote del suo mentore, e le insegna la capoeira. Poi scompare per trovare l'assassino dei suoi genitori. Christie si iscrive al Tekken 4 per cercare Eddy.
Dopo un lungo periodo di prigionia, Ho chi Myong, il maestro di Eddy e il nonno di Christie Monteiro, può finalmente uscire di prigione. Ma quello che Eddy ha di fronte quando va ad accoglierlo è un uomo vecchio, debole e stremato che riesce a malapena a stare in piedi.
Eddy e Christie lo portano in ospedale dove al pover'uomo viene diagnosticata una rara malattia apparentemente incurabile. I dottori spiegano al giovane brasiliano che la Mishima Zaibatsu possiede la tecnologia che può curare il suo mentore. Viene annunciato il Tekken 5. Una settimana dopo il ricovero, Eddy parte per il Giappone per reperire i soldi per l'intervento.
Sfortunatamente Eddy non riesce a vincere il 5º torneo, incontra così Jin Kazama che gli promette di salvare il povero maestro; in cambio Jin vuole che Eddy si unisca alla Tekken Force. Nonostante le crudeli azioni di quest'ultima, Eddy accetta a malincuore. Jin Kazama annuncia il Tekken 6 del pugno di ferro ed Eddy decide di iscriversi per togliere di mezzo chiunque cerchi di far del male a Jin.
Nel fumetto di Tekken, Eddy è la guardia del corpo di Jin e ferma Asuka dopo che ella aveva colpito Jin con un pugno. La porterà fuori dallo stadio, congedandola. Apparirà poi più avanti in uno scontro con Asuka che lo sconfiggerà.

### Altre apparizioni
Eddy compare nell'introduzione dell'OAV Tekken: The Animation, insieme a molti altri personaggi della serie, tuttavia non ha un ruolo nella storia.
Nel film di Tekken del 2009 è interpretato da Lateef Crowder. Nel film ricopre un ruolo marginale: è un lottatore di Capoeira che viene battuto da Raven nel primo round del torneo. Rispetto ad altri personaggi presenti nella pellicola, la raffigurazione di Eddy è molto simile a quella del videogioco, motivo per il quale il personaggio ha ricevuto critiche favorevoli dagli amanti della serie. Contrariamente al videogioco, nel film Eddy non ha alcuna relazione con Christie Monteiro.
Nel film Tekken: Blood Vengeance, Eddy non compare. Tuttavia, in una scena del film, Anna è intenta a leggere alcuni dossier; tra questi ne compare uno di Eddy.
Nel 2003, la Epoch Co. ha pubblicato un action figure di Eddy Gordo in occasione dell'uscita del videogioco Tekken Tag Tournament.

## Tiger Jackson
Tiger Jackson è un personaggio introdotto in Tekken 3 come variante costumistica di Eddy; è comparso, successivamente, nelle due edizioni di Tekken Tag Tournament. Nonostante questo, e il fatto di condividere il medesimo stile di lotta, Tiger ed Eddy sono due personaggi diversi.